# میانرود (بابل)
میانرود، روستایی از توابع بخش مرکزی شهرستان بابل در استان مازندران در ایران است.

## جمعیت
این روستا در دهستان فیضیه قرار دارد و براساس سرشماری مرکز آمار ایران در سال ۱۳۸۵، جمعیت آن ۲۰۶ نفر (۴۹خانوار) بوده‌است.